# Fort Atkinson (Wisconsin)

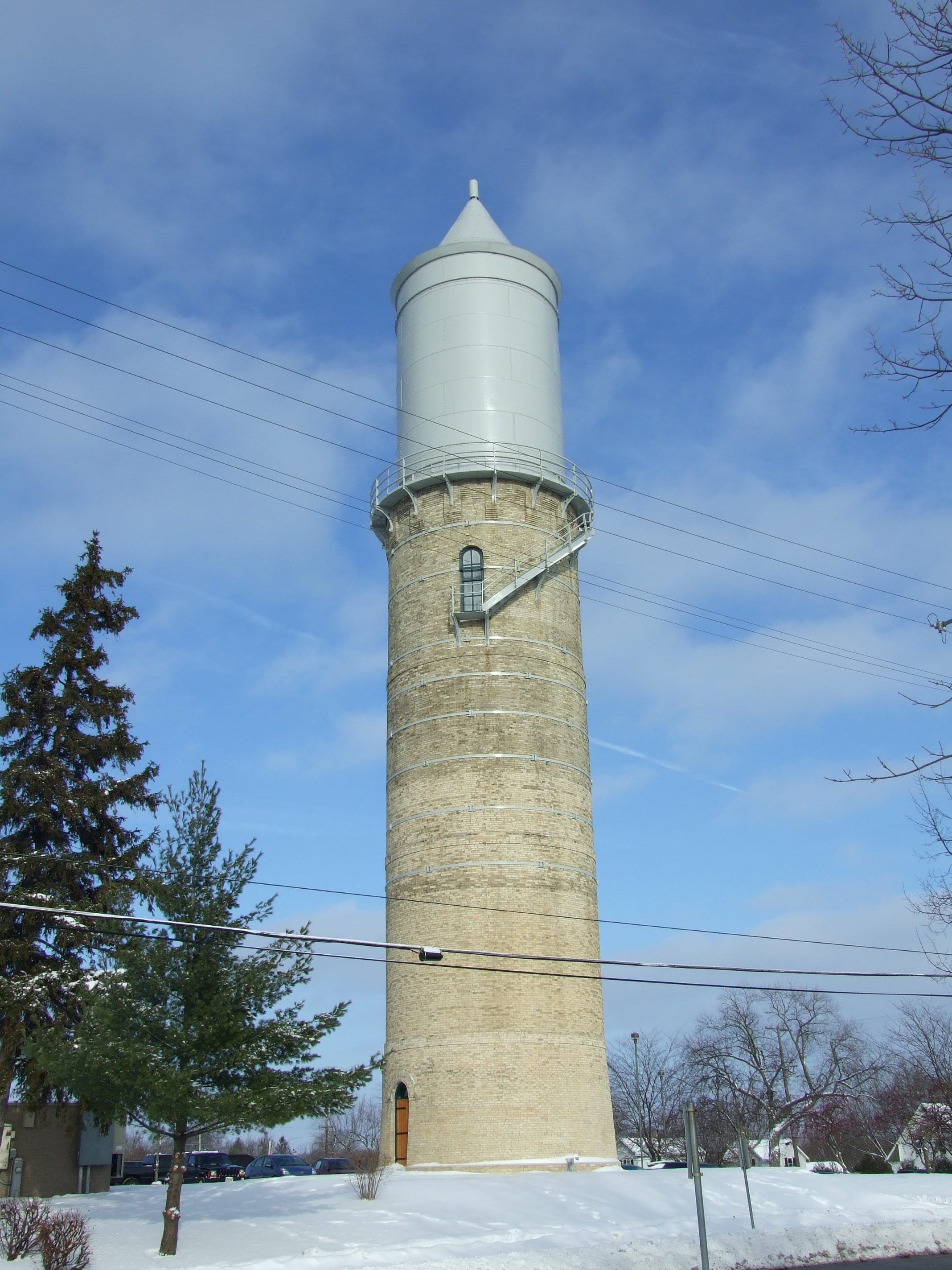
Der Fort Atkinson Water Tower, seit 2005 im NRHP gelistet

Fort Atkinson ist eine Stadt (mit dem Status „City“) im Jefferson County im US-amerikanischen Bundesstaat Wisconsin. Das U.S. Census Bureau ermittelte bei der Volkszählung 2020 eine Einwohnerzahl von 12.579.

## Geografie
Fort Atkinson liegt im mittleren Südosten Wisconsins am Rock River, einem linken Nebenfluss des Mississippi. Der Lake Koshkonong, ein Stausee des Rock River, liegt wenige Kilometer südwestlich von Fort Atkinson.
Die geografischen Koordinaten von Fort Atkinson sind 42°55′44″ nördlicher Breite und 88°50′13″ westlicher Länge. Das Stadtgebiet erstreckt sich über eine Fläche von 15,07 km² und ist vollständig von der Town of Koshkonong umgeben, gehört dieser aber nicht an.
Nachbarorte von Fort Atkinson sind Jefferson (10 km nordnordöstlich), (12 km östlich), Whitewater (16 km südwestlich), Lake Koshkonong (8 km südwestlich), Cambridge (18 km nordwestlich) und Lake Mills (20 km nordnordwestlich).
Die nächstgelegenen größeren Städte sind Green Bay am Michigansee (218 km nordnordöstlich), Wisconsins größte Stadt Milwaukee (85,6 km östlich), Chicago in Illinois (188 km südöstlich), Rockford in Illinois (84 km südsüdwestlich) und Wisconsins Hauptstadt Madison (53,5 km westnordwestlich).

## Verkehr
Der vierspurig ausgebaute Wisconsin State Highway 26 bildet die westliche Umgehungsstraße von Fort Atkinson. Durch die Stadtmitte führt von Nordwest nach Südost der U.S. Highway 12 der mit dem Wisconsin State Highway 89 hier auf einem gemeinsamen Streckenabschnitt verläuft. Alle weiteren Straßen sind untergeordnete Landstraßen, teils unbefestigte Fahrwege sowie innerörtliche Verbindungsstraßen.
Durch das Stadtgebiet verläuft für den Frachtverkehr in Nord-Süd-Richtung eine Eisenbahnlinie der Union Pacific Railroad.
Mit dem Fort Atkinson Municipal Airport befindet sich 4,5 km nordnordöstlich des Stadtzentrums in einer Enklave des Stadtgebiets von Fort Atkinson ein kleiner Flugplatz. Die nächsten Verkehrsflughäfen sind der Dane County Regional Airport in Madison (56,9 km westnordwestlich) und der Milwaukee Mitchell International Airport in Milwaukee (86,6 km östlich).

## Bevölkerung
Nach der Volkszählung im Jahr 2010 lebten in Fort Atkinson 12.368 Menschen in 5125 Haushalten. Die Bevölkerungsdichte betrug 820,7 Einwohner pro Quadratkilometer. In den 5125 Haushalten lebten statistisch je 2,36 Personen.
Ethnisch betrachtet setzte sich die Bevölkerung zusammen aus 92,5 Prozent Weißen,  0,7 Prozent Asiaten0,6 , Prozent Afroamerikanern sowie 0,3 Prozent amerikanischen Ureinwohnern, 4,4 Prozent aus anderen ethnischen Gruppen; 1,4 Prozent stammten von zwei oder mehr Ethnien ab. Unabhängig von der ethnischen Zugehörigkeit waren 9,1 Prozent der Bevölkerung spanischer oder lateinamerikanischer Abstammung.
23,9 Prozent der Bevölkerung waren unter 18 Jahre alt, 61,5 Prozent waren zwischen 18 und 64 und 14,6 Prozent waren 65 Jahre oder älter. 51,5 Prozent der Bevölkerung war weiblich.
Das mittlere jährliche Einkommen eines Haushalts lag bei 50.620 USD. Das Pro-Kopf-Einkommen betrug 24.235 USD. 13,4 Prozent der Einwohner lebten unterhalb der Armutsgrenze.

## Bekannte Bewohner
- Henry Cullen Adams (1850–1906) – republikanischer Abgeordneter des US-Repräsentantenhauses (1903–1906)[7] – wuchs in Fort Atkinson auf
- Lucien B. Caswell (1827–1919) – republikanischer Abgeordneter des US-Repräsentantenhauses (1875–1883 und 1885–1891)[8] – starb in Fort Atkinson und ist hier beigesetzt[9]
- Rosemary Kennedy (1918–2005) – Schwester von John F. und Robert F. Kennedy – starb in Fort Atkinson[10]
- Joshua E. Sawyer (* 1975) – Entwickler von Computerspielen – wuchs in Fort Atkinson auf